# Tokyo 1975
Tokyo 1975 ist ein Jazzalbum von Dexter Gordon, das bei drei verschiedenen Auftritten 1973, 1975 und 1977 aufgenommen und am 29. Juni 2018 bei Elemental Music veröffentlicht wurde.

## Hintergrund
Gordon lebte während seines vierzehnjährigen Aufenthaltes in Europa von 1962 hauptsächlich in Paris und Kopenhagen; er spielte mit Freunden und anderen Auswanderern wie Bud Powell, Freddie Hubbard und Bobby Hutcherson. Eine besondere telepathische Verbindung entwickelte sich mit dem Pianisten Kenny Drew; so hatten die beiden u. a. die Filmmusik für Ole Eges Hardcore-Film Pornografi: En Musical (1971) aufgenommen. Tokyo 1975 hält den Saxophonisten kurz vor seiner Rückkehr in die Vereinigten Staaten fest.
Die vier zentralen Titel (die auch die LP-Ausgabe umfasst) wurden am 1. Oktober 1975 in der Yubin Chokin Hall in Tokyo aufgenommen, Die CD-Ausgabe enthält zwei weitere Titel. „Rhythm-A-Ning“ wurde zwei Jahre vor der japanischen Tour im niederländischen Laren aufgenommen. Der Schlagzeuger ist hier der Norweger Espen Rud. „Old Folks“, aufgenommen in entspanntem Tempo, wurde 1977 in New Haven, Connecticut mit Ronnie Matthews (der ein Klaviersolo liefert), Bassist Stafford James und Schlagzeuger Louis Hayes aufgenommen.
Die Liner Notes des Albums enthalten Essays von Michael Cuscuna und von Dexter Gordons Witwe Maxine Gordon.

## Musik des Albums
Der Opener, ein Original von Gordon mit dem Namen „Fried Bananas“, das er in dieser Zeit oft spielte, schrieb Will Layman, „hat eine Hook-Melodie und eine Reihe von Akkordwechseln, die es Gordon ermöglichen, mit allen Zylindern zu fahren. Gordon schnitze große Platten von freilaufender Melodie heraus, die spontan entstehen: alle logischen Läufe, Blues-Licks, die von harten Bop-Drehungen durchsetzt werden, kleine Höhepunkte, die sich im Laufe der Zeit zu größeren entwickeln. Drews Solo sei hier in der Abmischung begraben - mit Pedersons Bass vorne, wie es damals bei den Aufnahmen der Fall war. Im Fortgang mache die Band ‚Days of Wine and Roses‘ zu einem aggressiven Spaziergang, wobei Heath mit einem etwas afro-kubanischen Groove spiele und Pederson und Drew jeweils direkt in die Konversation verwickelt sind. Wenn Gordon die Solos hat, bewegt sich der Bass in einem 4/4-Gang, und die Melodie wird im Wesentlichen zu einer weiteren Gelegenheit für den Bandleader, um seine fließenden Ideen freizusetzen, Chorus für Chorus. Pederson konkurriert mit ihm auf seinem Solo und spielt Doppelzeitläufe.“
Die Ballade auf dem Programm ist „Misty“, die „üppig und kontrolliert“ dargeboten werde, so Layman weiter. Gordon spiele „leicht erschüttert, gebeugt“, mit starkem Vibrato, das für eine sinnliche Betonung hinzugefügt wird. In Rollins’ „Oleo“ habe das Horn „eine raue Sensibilität dafür“, „brüsk oder brüchig im Ton“. Tatsächlich zitiere Gordon in der unbegleiteten Kadenz am Ende zweimal „How are Things in Glocca Morra“, eine Lieblingsmelodie von Rollins, und man könne den Einfluss in die andere Richtung hören. Die anschließend Gesangsnummer „Jelly, Jelly, Jelly“ (eigentlich „Jelly, Jelly“) bezieht sich auf Gordons Zeit in Billy Eckstines Band in den 1940er Jahren; Gordons Gesang sei im Wesentlichen eine Nachahmung von Eckstine, und die Rhythmusgruppe rockt die Melodie mit einem starken Backbeat. Unter Drews Solo binden sich der Bass und die linke Hand des Pianos für eine lange Strecke an eine Rock’n’Roll-Basslinie, was zeige, so der Autor, wie nahe Jazz zum Beispiel am Jump Blues von Louis Jordon oder dem frühen Rock von Little Richard sein konnte.
Nach dem Mitschnitt aus Tokyo von 1975 folgen dann zwei weitere Auftritte; Thelonious Monks „Rhythm-A-Ning“ von 1973 und eine Aufnahme von New Haven aus dem Jahr 1977, nachdem Gordon in die USA zurückgekehrt war und seit einem Jahr mit der Rhythmusgruppe spielte, die er nach seiner Rückkehr im Village Vanguard (und Trompeter Woody Shaw) hatte.

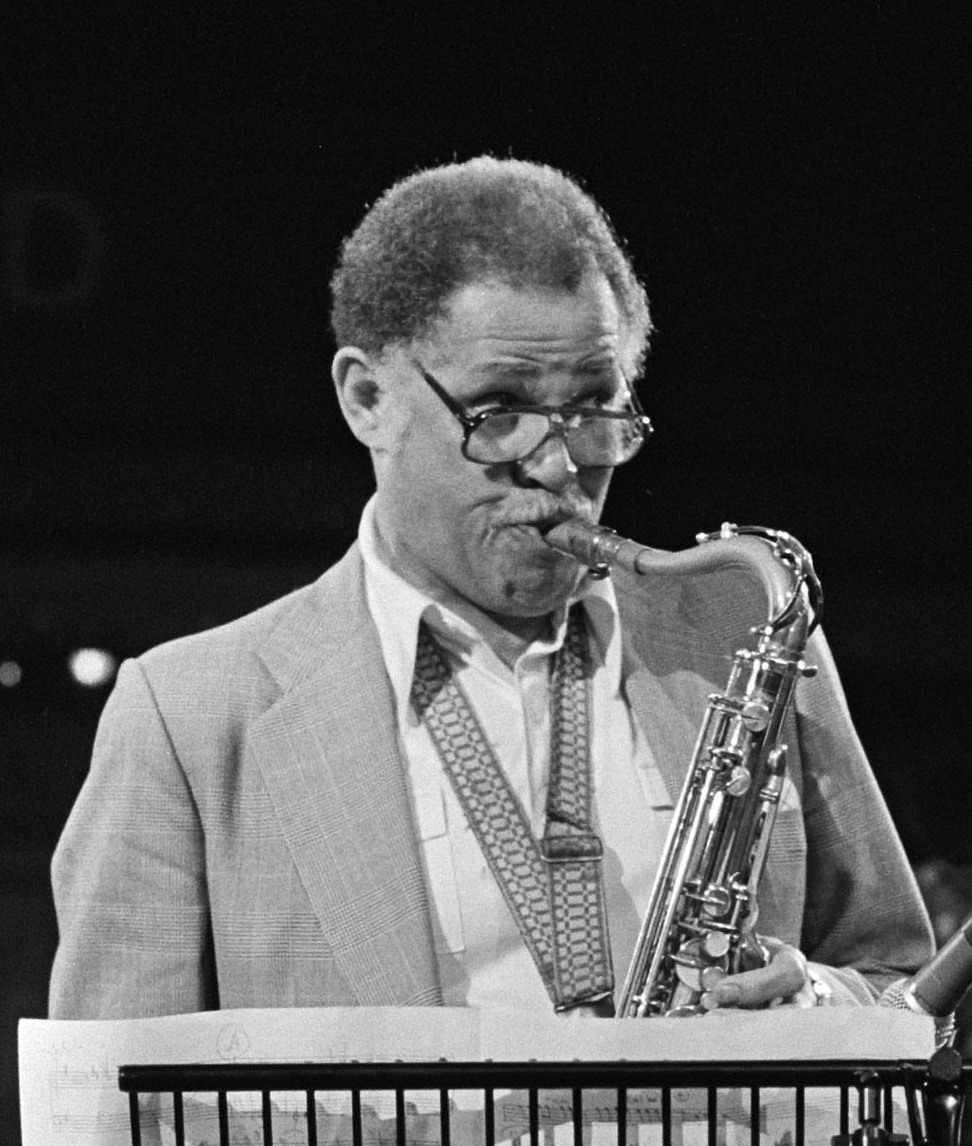
Dexter Gordon 1980, bei einem Auftritt im Muziekcentrum Vredenburg in Utrecht

## Titelliste
- Dexter Gordon Quartet: Tokyo 1975 (Elemental Music – 5990428[3])

1. Fried Bananas (Dexter Gordon) 9:29
2. Days of Wine and Roses (Henry Mancini, Johnny Mercer) 8:45
3. Misty (Erroll Garner, Johnny Burke) 10:53
4. Jelly, Jelly, Jelly (Billy Eckstine, Earl Hines) 7:41
5. Rhythm-A-Ning (Thelonious Monk) 14:07
6. Old Folks (Dedette Lee Hill, Willard Robison) 12:44

## Rezeption
Leonard Weinreich schrieb in London Jazz News, auf dem von über 40 Jahren entstandenen Mitschnitt erleben wir Dexter in vollem Röhren. Dies sei nicht nur sein Debüt in Japan, sondern auch Nils-Henning Ørsted Pedersens letzter Auftritt in dieser Gruppe. Gordon sei mit seinen 66 Jahren „sowohl körperlich als auch musikalisch ein Riese“ gewesen. „Die Außersinnliche Wahrnehmung der Band, der häufig im legendären Jazzhus Montmartre Club in Kopenhagen auftrat, ist etwas anderes. Kaum überraschend, denn Kenny Drew war schon früher Gordons geschickter Sparringspartner bei hoch bewerteten US-Aufnahmen gewesen.“ Nils-Henning Ørsted Pedersen, ein gebürtiger Däne, war ein virtuoser Bassist, der alle Vorstellungen mit einem Turbo aufgeladen habe; der Autor verweist an dieser Stelle auf den zweiten Chorus von „Days of Wine and Roses“. Und Schlagzeuger Albert „Tootie“ Heath (ein Jazz-Artist, Bruder des Bassisten Percy und des Tenorsaxophonisten Jimmy) grabe sich bei „Days of Wine and Roses“ tief in Gordons Spiel ein. Erroll Garners Ballade „Misty“, „normalerweise ein Hinweis auf einen sirupartigen Ausdruck, wird mit Sensibilität angegangen. Anstelle von Gefühlsstimmung hören wir satte, anhaltende Töne von Dexter und ein Funkeln von Drew, unterstützt von Niels-Henning in Monsterform. Zur Freude des Publikums singt Dexter Gordon zu „Jelly, Jelly, Jelly“, dem Billy-Eckstine-Back-Blues von 1941, „der die zweiten Balkone mit Vergnügen aufwühlte“ (Offenbar wurde Eckstine einst beschuldigt, das Lied von Dexter gestohlen zu haben). Der anerkennende Applaus drohte, das Dach der Yubin Chokin [Hall] anzuheben,“ lautete Weinreichs Kommentar.
Mike Jurkovic bewertete ds Album in All About Jazz mit 3½ (von 5) Sternen und meinte, das Dexter Gordon Quartet auf Tokyo 1975 sei zwar in vielerlei Hinsicht ein übliches, jedoch nicht ein frenetisches Quartett; der Mitschnitt sei aber auch nach wie vor ein großartiger Ausgangspunkt für den Start von Elemental Music mit bislang unveröffentlichten Jazzauftritten. „[...] und selbst wenn sein berühmter harter Ton zu diesem Zeitpunkt in irgendeiner Weise untergeht“, urteilt der Autor, sei die Musik immer noch ein wesentlicher Bestandteil seines Kanons. Mit dem Bassisten Niels-Henning Orsted Pedersen, der den Kern der Band bilde, und dem Schlagzeuger Albert „Tootie“ Heath, der einen stabilen Swing halte, beginne Gordon mit einer verspielten Lesart seines langjährigen Originals „Fried Bananas“. „Dann bietet er zwei Kastanien an“, so Jurkovic weiter, „die weder damals noch heute eine Herausforderung darstellen, aber sicherlich lohnenswert sind, sowohl mit Gordons als auch Drews melodischen Akzenten in Henry Mancinis ‚Days of Wine and Roses‘ und Erroll Garners ‚Misty‘.“ Abgerundet würde das Album „mit einem spritzigen ‚Rhythm-a-Ning‘“ mit Espen Rud und dem nach seiner Rückkehr in die Staaten entstandenen „Old Folks“, aufgenommen mit Gordons Heimkehr-Quartett aus Pianist Ronnie Matthews, Bassist Stafford James und Schlagzeuger Louis Hayes.

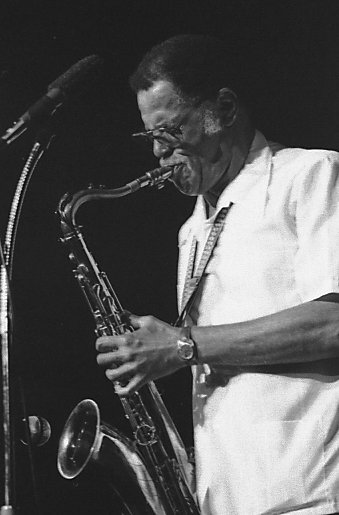
Dexter Gordon 1978, Colonial Tavern, Toronto

J.D. Considine mente in JazzTimes, für den größten Teil dieser Aufnahmen arbeitete Gordon mit demselben Kenny Drew-geführten Trio zusammen, das ihn in bei dem SteepleChase-Album The Apartment begleitet hatte, „aber in der Yubin Chokin Hall spielen sie weit weniger zurückhaltender als im Studio.“ Zum Beispiel sei die Linie von NHØP während des Head-Arrangements von „The Days of Wine and Roses“ „weniger eine Begleitung als eine Art Gegensolo, und sie ist nicht weniger rege als Drews Kaskadenakkorde und die aufgewühlten Polyrhythmen, die Heath legt.“ Gordon mache seinen Standpunkt nicht durch Virtuosität, sondern durch schiere Persönlichkeitsstärke geltend. Seine Markenzeichen, ein ausgeprägter Sinn für Swing und die Vorliebe, Zitate in seine Soli zu stecken, seien sehr deutlich erkennbar, aber Tokio 1975biete die zusätzliche Freude, ihn nicht nur spielen, sondern ihn auch den Blues in einem ausgelassenen Lauf durch Billy Eckstines „Jelly, Jelly“ singen zu hören. Hinzu komme die „eine spritzige Darbietung“ von „Rhythm-a-Ning“ und „eine elegische, etwas übertrieben theatralische“ Interpretation von „Old Folks“.
Nach Ansicht von Will Layman, der das Album in Pop Matters rezensierte, war zu der Zeit, als Gordon sein erstes japanisches Konzert spielte, sein Stil festgelegt und vollständig ausgeformt. Das Ergebnis sei ein kurzes Konzert (weniger als eine Stunde), in dem die Band mit all den Spielweisen, die Hardbop bieten könne, „fliegend, gefühlvoll und spielerisch präsentiert wird.“ Der Autor geht auch auf die beiden Bonus Tracks ein: „Rhythm-A-Ning“, zwei Jahre zuvor mit Drew und Pederson aufgenommen, präsentiere beide mit besserer und gedämpfterer Spielweise: „Pederson klingt weniger nach einem summenden, metallischen Bassisten und Drew ist eher in der Mischung vertreten als darum gekämpft zu haben zurück. Auch Gordon klingt natürlicher und weniger auf das Mikrofon gedrückt, und das Gefühl, dass dies eine Gruppe von Gleichgestellten war, tritt durch, obwohl es immer noch der Anführer ist, der ein Solo mit dem meisten Schwung und Logik baut. Er spielt ein langes Solo, nie langweilig, und dann passt sich Drew an, alles Understatement und rechtwinklige Rechtsläufe.“  In klassischer Gordon-Form fange er in „Old Folks“ er die Dinge an, „indem er die Lyrik des Songs rezitiert, und dann startet er zu "Old Folks", wobei Ronnie Matthews 'Piano wunderschön geschlagene Akkorde hinter dem Master rollt. Stafford James’ Bass ist nach all dem fleißigen Pederson-Spiel eine angenehme Erleichterung (wenn auch weniger beeindruckend), und Louis Hayes am Schlagzeug ist ein sich langsam entwickelndes Wunder. Matthews’ Solo ist vielleicht beeindruckender als das von Gordon - eine großartige Mischung aus Modern Jazz und Tradition, und als James gegen 7:30 unter ihm eintritt, bekommt man ein Gefühl dafür, was für ein Vergnügen es für den großen Saxophonisten gewesen sein muss. nach all den Jahren in Europa und dem Spiel mit Jazzmusikern, die nicht ganz die Besten waren - mit einer Band, die ihn anspornen und in gleichem Maße mischen konnte, in der Öffentlichkeit zu stehen.“